# Campeonato Acriano de Futebol Feminino de 2021
O Campeonato Acriano de Futebol Feminino de 2021 foi a 13ª edição deste campeonato de futebol feminino organizado pela Federação de Futebol do Estado do Acre (FFAC), o torneio teve início em 19 de setembro e terminou em 4 de novembro.
O título desta edição ficou com o Rio Branco-AC, que conquistou o título inédito após vencer o Assermurb na final da competição. Com o título o Rio Branco-AC garantiu uma vaga na Série A3 do Campeonato Brasileiro Feminino de 2022.

## Regulamento
A competição será disputada em dois turnos, os cinco times vão disputar em grupo único no formato de pontos corridos. Ao final dos confrontos de cada turno, o primeiro colocado será declarado campeão daquele turno. A final, será disputada pelos campeões de cada turno em partidas de ida e volta, valendo a vaga para a Série A3 de 2022 para o campeão. Caso o time campeão do primeiro turno, for o mesmo do segundo, a final será cancelada e o título será conquistado pelo campeão de ambas as fases.

### Critérios de desempate
O desempate entre duas ou mais equipes na primeira fase seguiu a ordem definida abaixo:
1. Número de vitórias
2. Saldo de gols
3. Gols marcados
4. Menor número de cartões vermelhos recebidos
5. Menor número de cartões amarelos recebidos
6. Sorteio

## Participantes
| Equipe           | Cidade     |
| ---------------- | ---------- |
| Andirá           | Rio Branco |
| Assermurb        | Rio Branco |
| Rio Branco-AC    | Rio Branco |
| São Francisco-AC | Rio Branco |
| Vasco-AC         | Rio Branco |

## Primeiro turno

### Confrontos
|                  | AND  | ASS | RIB | SFR  | VAS |
| ---------------- | ---- | --- | --- | ---- | --- |
| Andirá           | —    | —   | 0–6 | 0–14 | —   |
| Assermurb        | 13–0 | —   | —   | —    | 2–0 |
| Rio Branco-AC    | —    | 2–2 | —   | —    | 3–2 |
| São Francisco-AC | —    | 1–2 | 2–3 | —    | —   |
| Vasco-AC         | 4–1  | —   | —   | 0–5  | —   |

|  |                     |  |        |  |                      |
|  | Vitória do Mandante |  | Empate |  | Vitória do Visitante |

## Segundo turno

### Confrontos
|                  | AND | ASS | RIB | SFR | VAS |
| ---------------- | --- | --- | --- | --- | --- |
| Andirá           | —   | 0–7 | —   | —   | 2–8 |
| Assermurb        | —   | —   | 2–3 | 3–1 | —   |
| Rio Branco-AC    | 8–0 | —   | —   | 2–1 | —   |
| São Francisco-AC | 6–2 | —   | —   | —   | 1–0 |
| Vasco-AC         | —   | 1–6 | 0–4 | —   | —   |

|  |                     |  |        |  |                      |
|  | Vitória do Mandante |  | Empate |  | Vitória do Visitante |

## Final

### Jogo de ida
| 28 de outubro | Assermurb         | 1 – 0 | Rio Branco-AC | Florestão, Rio Branco      |
| 18h00min      | Andressa Lima 24' |       |               | Árbitro: Jackson Rodrigues |

### Jogo de volta
| 4 de novembro | Rio Branco-AC                              | 2 – 1 | Assermurb         | Florestão, Rio Branco |
| 18h00min      | Monique dos Santos 21' · Thayla Mendes 26' |       | Andressa Lima 87' | Árbitro: Iane Veras   |

|  |       | Penalidades |
|  | 6 – 5 |             |

## Premiação
| Campeão do Campeonato Acriano de Futebol Feminino de 2021 |
| --------------------------------------------------------- |
| Rio Branco-AC Campeão (1° título)                         |